# أدريان ديفيز
أدريان ديفيز (بالإنجليزية: Adrian Davies)‏ هو لاعب اتحاد الرغبي بريطاني، ولد في 9 فبراير 1969 في بريدجند ‏ في المملكة المتحدة.